# 冀北翠雀花
冀北翠雀花（学名：Delphinium siwanense）为毛茛科翠雀属的植物，是中国的特有植物。分布在中国大陆的河北等地，生长于海拔1,300米至2,100米的地区，多生于山地草坡和河滩灌丛中，目前尚未由人工引种栽培。

## 异名
- Delphinium siwanense Franch. var. albopuberulum W. T. Wang
- Delphinium siwanense Franch. var. leptopogon (Hand.-Mazz.) W. T. Wang